# Pastos
 I Pastos sono un gruppo etnico indigeno della Colombia, con una popolazione stimata di circa 55.379 persone. Questo gruppo etnico è per la maggior parte di fede animista.
Vivono nelle zone centrali del dipartimento di Nariño, sugli altopiani di Túquerres e Ipiales. Sono una delle etnie più numerose della zona, si estendono su una superficie di circa 48.036 ettari.